# Аматорська радіостанція
Радіоста́нція — один або кілька радіопередавачів або радіоприймачів, або комбінація радіопередавачів і радіоприймачів, включаючи допоміжне обладнання, необхідні в певному місці для організації служби радіозв'язку.
Радіостанція складається з приймача та передавача поєднаних в одному корпусі, кожен з яких має свій генератор високої частоти, підсилювач тощо. В залежності від режиму, в якому працює радіостанція (на прийом чи на передачу), напруга подається до кола передавача чи приймача. На зміну їм прийшли трансивери — радіостанції, які використовують спільні генератори, помножувачі, змішувачі частоти, підсилювачі. Наступним етапом розвитку радіостанції стали цифрові трансивери. Серцем такої радіостанції є цифровий синтезатор частоти який квантує сигнал по напрузі та дискретизує в часі, перетворюючи його в потрібний гармонічний цифровий код, який потім демодулюється цифровим демодулятором іншої радіостанції.

## Складові частини радіостанції
Супергетеродин — це частина радіостанції, яка складається з генератора частоти та змішувача частоти. Бувають лампові, транзисторні супергетродини із застосуванням кварцових генераторів частоти замість котушок індуктивності, інтегральної мікросхеми як змішувача.  За діапазоном частот яку перекриває гетродин поділяють на: генератори фіксованої частоти та генератори плавного діапазону. Для автоматичної підстройки частоти у генераторах плавного діапазону з приймаючою частотою, використовують цифрову автопідстройку частоти (ЦАПЧ,) чи автоматичну (аналогову) підстройку частоти.
Використання супергетродина дозволяє зменшити кількість каскадів підсилення у радіостанції.[джерело?]
Для відладки супергетродина використовують осцилограф, для того щоб побачити як накладається сигали генератора (гетродина) на вхідний сигнал, та вимірювання частот.